# Małgorzata Bela
Małgorzata Bela (ur. 6 czerwca 1977 w Krakowie) – polska modelka, aktorka, redaktorka polskiej edycji magazynu „Vogue”.

## Życiorys

### Wykształcenie
W latach 1992–1996 uczęszczała do I Liceum Ogólnokształcącego im. Bartłomieja Nowodworskiego w Krakowie. Będąc modelką, ukończyła anglistykę na Uniwersytecie Mikołaja Kopernika w Toruniu. W 2003 uczyła się w Actors Studio w Nowym Jorku.

### Kariera zawodowa
Pracę modelki rozpoczęła w 1997 w warszawskiej agencji Model Plus. W Paryżu zadebiutowała w 1998 na pokazach: Commes des Garçons, Givenchy i Balenciaga. Następnie podpisała międzynarodowe kontrakty z agencjami modelek w: Londynie, Mediolanie, Nowym Jorku. Prezentowała kolekcje oraz brała udział w kampaniach reklamowych projektantów oraz domów mody, takich jak: Aquascutum, Calvin Klein, Chanel, Chloé, Donna Karan, Giorgio Armani, Givenchy, John Galliano, Marc Jacobs, Max Mara, Stella McCartney, Valentino, Versace oraz Yves Saint Laurent. Pojawiała się również na wybiegach w São Paulo, Wiedniu, Los Angeles, Miami i Monachium. Odbyła sesje zdjęciowe dla magazynów mody: „Elle”,„Vogue” i „Harper’s Bazaar”.
Jako aktorka zadebiutowała pierwszoplanową rolą w filmie Ono (2004) Małgorzaty Szumowskiej, za którą została nagrodzona na MFF w Kijowie (2005). Szerszą rozpoznawalność przyniosła jej rola Hani Tuszyńskiej (później: Kowalskiej), przyjaciółki ze studenckich lat Karola Wojtyły w produkcjach biograficznych o Janie Pawle II: Karol. Człowiek, który został papieżem (2005) oraz Karol. Papież, który pozostał człowiekiem (2006). Wystąpiła także w filmach: Wszyscy jesteśmy Chrystusami (2006) i Janosik. Prawdziwa historia (2009), poza tym zagrała w pierwszym sezonie serialu Bez tajemnic (2011), amerykańskim horrorze Suspiria (2018) i pierwszym polskim fabularnym filmie Netfliksa Erotica 2022 (2020).
Jest członkinią zespołu redakcyjnego polskiej edycji miesięcznika „Vogue” oraz pojawiła się na okładce pierwszego i trzynastego wydania magazynu.

### Życie prywatne
W latach 2004–2013 była żoną reżysera i aktora Artura Urbańskiego, z którym ma syna Józefa (ur. 2004). We wrześniu 2013 wyszła za francuskiego przedsiębiorcę i dziennikarza, Jean-Yves Le Fur, z którym rozstała się w 2014. Jej trzecim mężem został reżyser filmowy Paweł Pawlikowski, którego poślubiła w 2017.

## Filmografia
- 2004: Ono jako Ewa
- 2005: Karol. Człowiek, który został papieżem jako Hania Tuszyńska
- 2006: Karol. Papież, który pozostał człowiekiem jako Hania Kowalska
- 2006: Wszyscy jesteśmy Chrystusami jako Ela
- 2009: Janosik. Prawdziwa historia jako Maria
- 2011: Bez tajemnic jako Weronika Kasprzyk
- 2018: Suspiria jako Matka
- 2020: Erotica 2022 jako Kobieta (w noweli Nocna zmiana)

## Nagrody filmowe
- 2005: Kijów (MFF „Stożary”) – nagroda za nieprofesjonalną rolę kobiecą w filmie Ono